# Thunbergioideae
Sous-famille
Classification phylogénétique
Les Thunbergioideae sont une sous-famille de plantes à fleurs de la famille des Acanthaceae.
Le nom honore le botaniste suédois Carl Peter Thunberg. Le genre type est Thunbergia.

## Liste des sous-taxons
Tribus: Mendoncieae – Thunbergieae

## Publication originale
- T.Anderson in G.H.K. Thwaites, Enum. Pl. Zeyl.: 223 (1860).